# The Fantastic Flying Books of Mr. Morris Lessmore
The Fantastic Flying Books of Mr. Morris Lessmore – amerykański film z 2010 roku w reżyserii Brandona Oldenburga i Williama Joyce’a.

## Nagrody
| Nazwa nagrody | Wygrane                                                                         | Nominacje    |
| ------------- | ------------------------------------------------------------------------------- | ------------ |
| Oscar         | 2012 Najlepszy krótkometrażowy film animowany Brandon Oldenburg i William Joyce | 2012 wygrana |